# EFG Holding
Die EFG Holding (früher: Egyptian Financial Group-Hermes) ist ein ägyptischer Finanzdienstleister, der eine Universalbank in Ägypten und die führende Investmentbank in der MENA-Region betreibt. Sie wurde 1984 gegründet.
Die EFG-Holding besitzt Niederlassungen in Ägypten, den Vereinigten Arabischen Emiraten, Saudi-Arabien, Kuwait, Pakistan, im Vereinigten Königreich, Kenia und Nigeria. Sie ist Mitglied im EGX 30 Index an der Egyptian Exchange.
Im Jahr 2024 wurde das Unternehmen auf Platz 11 der Forbes-Liste der 50 wertvollsten Unternehmen in Ägypten geführt.